# Citharognathus hosei
Citharognathus hosei är en spindelart som beskrevs av Pocock 1895. Citharognathus hosei ingår i släktet Citharognathus och familjen fågelspindlar. Inga underarter finns listade i Catalogue of Life.